# Wilson Moreira
Wilson Moreira ( Río de Janeiro, 12 de diciembre de 1936 – Río de Janeiro, 6 de septiembre de 2018) fue un músico sambista brasileño.

## Biografía
Moreira nació en el barrio de Realengo en Rio de Janeiro. Cuando era joven, se se asoció a la escuela de samba Mocidade, donde ganó dos concursos de samba-enredo en 1962 y 1963. En 1968, Wilson se afilió a la escuela de samba Portela.
Wilson tuvo una fructífera relación artística con el sambista Nei Lopes. Uno de sus grandes éxitos fue la canción Senhora Liberdade, que se convirtió en un himno en el movimiento brasileño Diretas por la institución de elecciones nacionales directas en los años 80. Algunas otras canciones famosas del dúo son Gotas de Veneno, Sandália Amarela y la no samba Candongueiro, que resalta sus raíces africanas, con otros éxitos como, por ejemplo, Meu Apelo, firmado por Wilson en solitario.
Wilson fue invitado en diferentes grabaciones y fue el solista en algunos de ellos. Algunos de sus discos fueron lanzados primero al mercado japonés y luego a Brasil, ya que Wilson era muy conocido en Japón. El virtuoso brasileño Raphael Rabello era un gran admirador de Wilson y participó en sus discos Peso na Balança y Okolofé, ambos considerados hasta el día de hoy algunos de los mejores álbumes de samba terminados de todos los tiempos.
En marzo de 1997, Wilson Moreira fue víctima de un ataque al corazón que le dejó inmobilizado parcialmente. La escena de la samba organizó espectáculos de recaudación de fondos con el fin de obtener más recursos para un mejor trato al sambista. Posteriormente, Wilson se recuperó y lanzó un disco, componiendo sambas en colaboración.
Moreira moriría el 6 de septiembre de 2018 a los 81 años.

## Discografía
Con Nei Lopes:
- 1980 - A Arte Negra de Wilson Moreira & Nei Lopes - EMI
- 1985 - O Partido Muito Alto de Wilson Moreira & Nei Lopes - EMI

En solitario:
- 1987 - Peso na Balança - Bomba Records
- 1991 - Okolofé - Bomba Records
- 2002 - Entidades I - Rádio MEC